# Snobs !
Pour les articles homonymes, voir Snob (homonymie).
Pour plus de détails, voir Fiche technique et Distribution.
Snobs ! est un film français réalisé par Jean-Pierre Mocky, tourné en 1961 et sorti en 1962.

## Synopsis
Le directeur d'une coopérative laitière de la Manche meurt happé dans une cuve de lait. Se retrouvent alors sur les rangs pour lui succéder ses quatre directeurs adjoints, de tempéraments très différents : l'aristocratique Dufaux, le séducteur Courtin, le pieux Lainé et l'attentiste Tousseur.
Chacun use de tous ses atouts et de tous les coups bas pour s'attirer une grosse commande de Morloch. Celle-ci obtenue, l'élection au poste de directeur par les coopérateurs serait presque assurée.

## Fiche technique
- Titre : Snobs !
- Réalisation et scénario : Jean-Pierre Mocky
- Adaptation : Jean-Pierre Mocky, Alain Moury
- Dialogue : Alain Moury
- Assistants réalisateur : Luc Andrieux, Michel Leroy et Edmond Caprasse
- Images : Marcel Weiss
- Opérateur : Henri Martin, assisté de Yves Rodallec et Henri Spitalnik
- Son : Roger Biart, assisté de M. Carraro et Gaston Angessi
- Musique : Joseph Kosma
- Montage : Marguerite Renoir, assistée de Catherine Vitsoris et Michel Leroy
- Décors : Donald Cardwell
- Script-girl : Annie Dubouillon
- Régisseur général : Marcel Massotti
- Habilleuse : Lucie Schang
- Maquillage : Phuong Maîttret
- Production : Balzac Films ; U.F.A-Comacico
- Directeur de production : Jules Desurmont
- Producteur délégué : Bernard Davidson
- Photographe de plateau : Raymond Heil
- Distribution : U.F.A-Comacico
- Début du tournage le 5 mai 1961
- Pellicule 35 mm - Noir et blanc
- Durée : 90 min
- Première présentation le 05/09/1962
- Visa d'exploitation : 24858
- Affiche : Jouineau Bourduge (France)

## Distribution
- Henri Poirier : M. Lainé
- Gérard Hoffmann : M. Courtin
- Michael Lonsdale : Charles Dufaut
- Claude Mansard : M. Tousseur
- Francis Blanche : Morloch
- Christian Alers : Libou
- Roger Legris : Nicolas Grimon
- Jacques Dufilho : Lambotte / son frère
- Jean Galland : Monseigneur de Larigaudie
- Véronique Nordey : Sara
- Robert Secq : Badjou
- Elina Labourdette : Mme de Saint-Aigne
- Jean-Claude Bercq : Yvon-Joël Stoff
- Fred Pasquali : Richard Archambault
- Noël Roquevert : le général de Castignac
- Pierre Dac : le général Costa
- Jean Tissier : Chauvin
- Christine Malaurie : Marie-Rose
- José Labarrère : le chef scout
- Claude Castaing : le copain de Courtin
- Jeanne Hardeyn : la mère de Sarah
- Rudy Lenoir : Alfred
- Alix Mahieux : Mme Dufaut
- Max Montavon : Duchat
- Denise Péronne : la veuve du PDG Naudet
- Jean-Roger Tandou : M. Naudet
- Pierre Durou : Ernest Lesourd
- Lucienne Dutertre : Mme Lainé
- Jacqueline Jefford : Mme Tousseur

## Autour du film
Malgré sa distribution prestigieuse, Snobs ! n'a réalisé que 186 187 entrées en France, dont 54 094 à Paris, très loin des succès que Jean-Pierre Mocky connaîtra par la suite avec Un drôle de paroissien (2 371 855 entrées) ou La Grande Lessive (!) (2 111 923 entrées).
Darry Cowl était au départ prévu dans la distribution, mais le cinéaste a dû y renoncer pour des raisons financières.
Jean-Pierre Mocky voulait dépeindre à travers le film « les quatre manières d'arriver dans la vie de quatre personnes différentes : d'un catholique, d'un attentiste, d'un arriviste et d'un gros bourgeois. Ce pourrait être la lutte de quatre députés, quatre ministres ou de quatre candidats à la présidence de la République, de quatre n'importe quoi. »
Le Monde chronique ainsi le film à l'occasion de la sortie du DVD : « Snobs (1962) imagine la rivalité entre les héritiers présomptifs d'une laiterie industrielle qui inaugurent, en un réjouissant mélange de trognes et de tics, la comédie absurde et antinaturaliste telle que la concevra le cinéaste. »